# 佐野泰彦
佐野 泰彦（さの やすひこ、1923年2月16日 - 1996年12月5日）は、日本の歴史学者、ポルトガル語学者。

## 経歴
福岡県北九州市生まれ。父の死で叔父を頼って上京し東京・赤坂で育つ。東京帝国大学卒。ブラジルへ留学し、東京外国語大学ポルトガル語助教授、上智大学外国語学部助教授、教授、1992年定年、名誉教授。

## 編著書
- 『基礎ポルトガル語』編 大学書林 1962
- 『ブラジル語会話 英語対照』大学書林 1969
- 『海外旅行ポケットブラジル語会話』大学書林 1980
- 『カナ発音葡和小辞典』編 大学書林 1982
- 『ポルトガル・ブラジル文化への誘い』同朋舎出版 1983
- 『英語から学ぶポルトガル語会話 アプリケイティブ・メソッド』創拓社 1991

共編
- 『ポルトガル語小辞典』浜口乃二雄共編 大学書林 1970

### 翻訳
- ジョアン・ロドリーゲス『日本教会史』浜口乃二雄・池上岑夫・伊東俊太郎・長南実共訳 江馬務・藪内清注 土井忠生訳・注 大航海時代叢書 岩波書店 1967-70
- チャールズ・ワーグレイ『ラテン・アメリカの伝統』新世界社 ラテン・アメリカ研究 1978